# PSQM
O PSQM (Perceptual Speech Quality Measurement) é um padrão definido pela norma P.861 da União Internacional de Telecomunicações para avaliação de qualidade de voz.

## Funcionamento
O PSQM utiliza um modelo psico-acústico para matematicamente avaliar as diferenças entre os sinais de entrada e os sinais de saída.
Usando este método, se o sinais de entrada e os sinais de saída forem idênticos, então PSQM = 0.
Quanto maior for a diferença entre os sinais, maior será o resultado até um máximo de 6,5.
No entanto, ao contrário de outras medidas tradicionais, como o razão sinal-ruído (SNR), o ênfase do PSQM é nas diferenças que irá afectar a percepção humana da qualidade da voz.
Uma das críticas ao PSQM é que originalmente foi concebido para medir a qualidade dos padrões de codificação.
Assim sendo, não tem em conta o efeito de várias transmissões degenerativas.
O PSQM tem em conta:
- Diferentes percepções devido ao volume ou a distorções altas.

- Voz que tem recaídas.

Com o PSQM a correlação entre o resultado objectivo e o MOS é melhorado.